# Membrana
Membrane je selektivna barijera. Ona dozvoljava nekim materijama da prođu, ali zaustavlja druge.  Takve materije mogu biti molekuli, joni ili druge male čestice. Membrane se generalno mogu klasifikovati na sintetičke membrane i biološke membrane. Biološke membrane obuhvataju ćelijske membrane (spoljne ovojnice ćelija ili organele koje omogućavaju prolaz određenim sastojcima); nuklearne membrane, koje pokrivaju jezgro ćelije; i membrane tkiva, kao što su sluzokože i seroze. Sintetičke membrane prave ljudi za upotrebu u laboratorijama i industriji (kao što su hemijska postrojenja).
Ovaj koncept membrane poznat je od osamnaestog veka, ali se malo koristio van laboratorije do kraja Drugog svetskog rata. Zalihe vode za piće u Evropi bile su ugrožene ratom, a membranski filteri su korišćeni za testiranje bezbednosti vode. Međutim, zbog nedostatka pouzdanosti, sporog rada, smanjene selektivnosti i povišenih troškova, membrane nisu bile široko eksploatisane. Prva upotreba membrana u velikim razmerama bila je sa tehnologijama mikrofiltracije i ultrafiltracije. Od 1980-ih, ovi procesi separacije, zajedno sa elektrodijalizom, se koriste u velikim postrojenjima i danas nekoliko kompanija opslužuje tržište.
Stepen selektivnosti membrane zavisi od veličine pora membrane. U zavisnosti od veličine pora, mogu se klasifikovati kao membrane za mikrofiltraciju (MF), ultrafiltraciju (UF), nanofiltraciju (NF) i reverznu osmozu (RO). Membrane mogu biti i različite debljine, homogene ili heterogene strukture. Membrane mogu biti neutralne ili naelektrisane, a transport čestica može biti aktivan ili pasivan. Ovo poslednje može biti olakšano pritiskom, koncentracijom, hemijskim ili električnim gradijentom membranskog procesa.

## Literatura
- Metcalf and Eddy. Wastewater Engineering, Treatment and Reuse. McGraw-Hill Book Company, New York. Fourth Edition, 2004.
- Paula van den Brink, Frank Vergeldt, Henk Van As, Arie Zwijnenburg, Hardy Temmink, Mark C.M.van Loosdrecht. "Potential of mechanical cleaning of membranes from a membrane bioreactor". Journal of membrane science. 429, 2013. 259-267.
- Simon Judd. The Membrane Bioreactor Book:  Principles and Applications of Membrane Bioreactors for Water and Wastewater Treatment. Elsevier, 2010.